# Piccaninny (krater)
Piccaninny – krater uderzeniowy w Australii Zachodniej. Skały tego krateru są widoczne na powierzchni ziemi.
Krater ma średnicę 7 km, powstał nie dawniej niż 360 milionów lat temu (dewon późny), w skałach osadowych. Leży na terenie Parku Narodowego Purnululu, na płaskowyżu pociętym przez głębokie jary. Jest silnie zerodowany: zagłębienie krateru nie jest widoczne, nie posiada też podniesionego obrzeża; struktura uwidacznia się czytelnie dopiero na mapach geologicznych.